# پایونیر آناملی
پایونیر آناملی (به انگلیسی: Pioneer anomaly) یا اثر پایونیر به انحراف فضا پیماهای پایونیر ۱۰ و پایونیر ۱۱ از قانون شتاب به اندازه ۲۰ واحد نجومی (۳×109 km; ۲×109 mi) از مدار خود به خارج از منظومه شمسی می‌گویند. این مطلب که این فضاپیماها با نیرویی ناشناخته از مدار خود خارج شده موضوع توجه بود.
هر دوی این فضا پیماها با کشش این نیروی عظیم از منظومه شمسی خارج شدند اما این نیرو تحت تأثیر نیروی جاذبه خورشید کمی‌کند شد. این فضا پیماها در سال‌های ۱۹۷۲ و ۱۹۷۳ به فضا پرتاب شدند و این انحراف از مدار در سال ۱۹۸۰ شناسایی شد ولی تا سال ۱۹۹۴ تحقیقی در این رابطه انجام نشد. آخرین ارتباط با این فضاپیماها در سال ۲۰۰۳ برقرار شد ولی تحلیل اطلاعات هنوز ادامه دارد.
نظریه‌های متعددی در این باره مطرح شد ولی هیچ یک از آن‌ها اثبات نشد، مثلاً برخی این نیرو را به انرژی تاریک نسبت دادند.